# Bombylius xanthothrix
Bombylius xanthothrix är en tvåvingeart som beskrevs av Neal L. Evenhuis 1978. Bombylius xanthothrix ingår i släktet Bombylius och familjen svävflugor. Inga underarter finns listade i Catalogue of Life.